# Joseph Montoya
Joseph Montoya (Pena Blanca, 1915. szeptember 24. – Washington, 1978. június 5.) az Amerikai Egyesült Államok szenátora (Új-Mexikó, 1964–1977).